# Estación de Algeciras
Algeciras es una estación de ferrocarril de carácter terminal situada en la ciudad española de Algeciras, en la provincia de Cádiz, comunidad autónoma de Andalucía. Cuenta con servicios de larga y media distancia operados por Renfe. Está muy bien comunicada, al ubicarse en la antigua travesía de la carretera Cádiz-Málaga, justo enfrente de una estación de autobuses y a 500 metros del puerto y helipuerto de la ciudad.

## Situación ferroviaria
Las instalaciones se encuentran situadas en el punto kilométrico 176,2 de la línea férrea de ancho ibérico Bobadilla-Algeciras, a 9 metros de altitud sobre el nivel del mar. Poco antes de llegar a la estación terminal la vía se bifurca, ofreciendo un ramal que llega hasta el puerto de Algeciras.

## Historia
La estación fue puesta en servicio el 6 de octubre de 1890 con la apertura del tramo Algeciras-Jimena de la Frontera de la línea férrea que pretendía unir la primera con Bobadilla. Las obras corrieron a cargo de la compañía inglesa The Algeciras-Gibraltar Railway Company. El 1 de octubre de 1913 la concesión de la línea fue traspasada a la Compañía de los Ferrocarriles Andaluces, tras haberse anexionado esta a su anterior empresa propietaria. En 1941, con la nacionalización del ferrocarril de ancho ibérico, las instalaciones pasaron a manos de la Red Nacional de los Ferrocarriles Españoles. 
En 1978 se puso en marcha la construcción de un nuevo recinto ferroviario, cuyas instalaciones serían inauguradas en 1980. El antiguo edificio de viajeros quedó fuera de servicio. Desde enero de 2005 el ente Adif es el titular de las instalaciones ferroviarias mientras que Renfe explota las infraestructuras.

## Futuro
La línea de alta velocidad Bobadilla-Algeciras está incluida en el Plan Estratégico de Infraestructuras y Transporte 2005-2020. Actualmente se encuentra en ejecución de obras el tramo entre Ronda y San Pablo de Buceite. Se prevé que atravesar la Serranía de Ronda será una dificultad para el trazado de la línea de alta velocidad, por lo que podría tener una velocidad de proyecto más baja.
La estación de Algeciras también será terminal del Corredor de la Costa del Sol, un proyecto del Ministerio de Fomento y la Junta de Andalucía para unir la ciudad con Málaga por ferrocarril de altas prestaciones.

## Servicios ferroviarios

### Larga Distancia
El servicio Alvia Madrid-Algeciras se realiza una vez al día por sentido.

### Media Distancia
Gracias a la línea 70 de los servicios de Media Distancia de Renfe, Algeciras queda conectada con Antequera-Santa Ana, tres veces al día en ambos sentidos.
No existe ningún tren directo hasta Málaga. Para ello, es necesario hacer al menos un cambio de tren o autobús en Bobadilla, Ronda, Antequera o Córdoba.